# NGC 2496
NGC 2496 (другие обозначения — UGC 4127, MCG 1-21-2, ZWG 31.9, PGC 22359) — эллиптическая галактика (E) в созвездии Малого Пса. Открыта Льюисом Свифтом в 1885 году.
При открытии Свифт заметил пару галактик, северо-восточную NGC 2496 и северо-западную NGC 2491. Однако он указал наличие яркой звезды в 30 секундах дуги к востоку от NGC 2496, хотя в том направлении нет ярких звёзд — по всей видимости, Свифт перепутал направление.
Этот объект входит в число перечисленных в оригинальной редакции «Нового общего каталога».